# Руски национален комитет за тихоокеанско икономическо сътрудничество
Руският национален комитет за тихоокеанско икономическо сътрудничество (RNCPEC) е единствената организация в страната, която е международно призната за представител на Руската федерация в азиатските тихоокеански международни организации, действащи извън Организацията на обединените нации.
Основан през 1992 г., Руският национален комитет за тихоокеанско икономическо сътрудничество е правоприемник на Съветския национален комитет за азиатско тихоокеанско икономическо сътрудничество (SNCAPEC), който е създаден през 1988 година.
Комитетът е създаден, за да се преодолеят трудностите, възпрепятстващи руската интеграция със страните от тихоокеанския басейн, посредством участие на Русия в дейността на регионални международни организации.
През септември 1992 г. RNCPEC е приета в Тихоокеанския икономически съвет за сътрудничество (PECC). През май 1994 г. Руският национален комитет за тихоокеанско икономическо сътрудничество стана пълноправен член на Икономическия съвет на тихоокеанския басейн (PBEC).

## Органи
Руският национален комитет за тихоокеанско икономическо сътрудничество е уникална руска обществена организация. Нейни членове са представители на правителството, академичната общност и институциите, бизнеса, и освен това, областните администрации на Сибир и Далечния изток. Изпълнителният и работните органи на Руския национален комитет за тихоокеанско икономическо сътрудничество (РНКТИС) са:
- Конференция;
- Президиум;
- Секретариат;
- Работни групи по различни дейности.

Конференцията е главният изпълнителен орган на РНКТИС. Президиумът води текущата дейност на комитета в периода между конференциите. Председателят на РНКТИС е председател на Президиума.

## Работни групи
Създадени са няколко комисии и работни групи за изследване на приоритетните въпроси, свързани с развитието на търговията, икономиката и научно-техническите проекти за сътрудничество. В рамките на комитета действат следните работни групи в съответствие с решението на Генералната конференция на РНКТИС от 2003 г.:
- Работна група за финансово сътрудничество с Азиатско-Тихоокеанския регион (ръководител — Дмитрий Титов);
- Работна група за стратегическо планиране и концепция за развитието на РНКТИС (ръководител — Павел Минакир);

Има и 3 областни центрове: Сибир, Урал и регионалните центрове на Далечния изток:
През 2005 г. са създадени 7 допълнителни работни групи:
- Работна група за сътрудничество в енергетиката
- Работна група за сътрудничество в минната индустрия
- Работна група за сътрудничество в транспортната индустрия
- Работна група за трансгранично сътрудничество
- Работна група за сътрудничество в дървообработващата промишленост
- Работната група за сътрудничество с азиатско-тихоокеанските страни в областта на рибарството
- Работна група за иновационно сътрудничество

## Финансиране
Дейността на комитета се финансира от входни такси и членски внос.

## Икономически съвет на тихоокеанския басейн
РНКТИС е член на най-развитата международна организация в тихоокеанския регион – Икономическия съвет на тихоокеанския басейн (ИСТБ). Тя е създадена през 1967 година. Това е международна неправителствена организация, която обединява повече от 1000 тихоокеански водещи компании. Дейността на ИСТБ е насочена към стимулиране либерализацията на търговията и инвестициите, развитието на други видове предприемачество в сътрудничество с правителствата от тихоокеанския регион и други международни организации. С оглед на тази цел, ИСТБ организира редовни неформални срещи на висши служители с министри и други длъжностни лица от висок ранг.